# Jay Nolly
Jay Nolly (Orlando, Florida, Estados Unidos, 2 de enero de 1982) es un futbolista estadounidense. Juega de posición de Portero.

## Clubes
| Club                      | País           | Año       |
| ------------------------- | -------------- | --------- |
| Real Salt Lake            | Estados Unidos | 2005-2006 |
| D.C. United               | Estados Unidos | 2007      |
| Vancouver Whitecaps (USL) | Canadá         | 2008-2010 |
| Vancouver Whitecaps       | Canadá         | 2011      |
| Chicago Fire              | Estados Unidos | 2012      |

- Datos: Q6166980
- Multimedia: Jay Nolly / Q6166980